# Belciug, Prahova
Belciug este un sat în comuna Drăgănești din județul Prahova, Muntenia, România.
La sfârșitul secolului al XIX-lea, satul făcea parte din comuna Gherghița, având 520 de locuitori și o biserică zidită de localnici la începutul secolului. La începutul perioadei interbelice, a fost trecut la comuna Cornurile, iar în 1968, când această comună a fost desființată, a devenit parte a comunei Drăgănești.